# Вальморея
Вальморея (итал. Valmorea) — коммуна в Италии, находится в регионе Ломбардия, подчиняется административному центру Комо.
Население составляет 2664 человека (2004), плотность населения составляет 837 чел./км². Занимает площадь 3,18 км². Почтовый индекс — 22070. Телефонный код — 031.
Покровителями коммуны почитается священномученик Власий Севастийский, празднование 3 февраля.